# 法经
《法经》，是中國歷史上第一部比較系統的私家法學著作，也是中国最早的一部初具体系的法典，舊題魏國李悝所撰，已經亡佚，其存在真偽受到學界爭議。

## 名稱
學者對於《法經》的名稱意義可謂眾說紛揉。蔡樞衡所著的《中國刑法史》中認為「法經」是概括西周「邦法」、「邦成」兩部刑法而成，因此「法經」的法是代表「邦法」，而「經」則和「刑」相近，或者「經」可借為「成」，因此「法經」指的是法刑或法成。
寧漢林、魏克家所著的《中國刑法簡史》中認為「法」借為「伐」，而「伐」指擊或處罰之意，「法」應使用了古意，應指肉刑。「經」則是「剄」的借字，因此「法經」實際是指肉刊和死刑兩種刑罰。 
楊慧潔認為「法」和「經」兩字在春秋戰國時應用廣泛，認為「法經」只可能使用其通行意思。但《法經》中的「經」字有可能是後人所加。

## 內容
《法經》原文已失傳。根據史料的零星記載，《法經》共有六篇，即：
- 盜法（關於打擊侵犯財產權方面的法律）
- 賊法（關於懲治國家安全和人身安全的法律）
- 網法（亦稱囚法，關於囚禁和審判犯罪者的法律）
- 捕法（關於捉拿、追捕犯罪者相關的法律）
- 雜法（關於懲罰除盜、賊以外的法律）
- 具法（對《法經》其他五篇的一般性原則規定）

## 記載
最早提到李悝有著《法經》的文獻是陳群、劉劭所著的《魏律序》，後錄於《晉書·刑法志》，記有李悝著《法經》「以為王者之政，莫急於盜賊，故其律先於《盜》《賊》」。其後，《唐律疏議》對《法經》亦有所記述，「周衰刑重，战国异制，魏文侯师于里（李）悝，集诸国刑典，造《法经》六篇：一、盗法；二、贼法；三、囚法；四、捕法；五、杂法；六、具法。商鞅传授，改法为律。汉相萧何，更加悝所造户、兴、厩三篇，谓九章之律」。《唐六典》注中亦有類似的記述。至明末，董說的《七國考》中的《魏刑法》引有桓譚《新論》中關於《法經》的記述，約為300字，記載較為詳細。

## 真偽
在先秦兩漢的文獻中對李悝著《法經》一事隻字未提，而是首見於唐代學者所編纂的《晉書·刑法志》。因此，在20世紀30年代起，學者對於李悝編寫《法經》一事多有質疑。
認為李悝沒有著《法經》的學者有捷克斯洛伐克學者鮑格洛、日本學者仁井田陞、守屋美都雄、中國學者楊寬、廖宗麟等。1959年，捷克斯洛伐克學者鮑格洛在《東方檔案》第27期發表《李悝〈法經〉的一個雙重偽造問題》，認為桓譚《新論》在明清時已經不存在，自然不可能出現在董說的《七國考》中，認為他是以《晉書·刑法志》內容加以偽造的。1965年，日本學者守屋美都雄發表了《關於李悝〈法經〉的一個問題》，反駁鮑格洛的意見，認為桓譚《新論》確有可能至明末還存在。
中國學者方面，楊寬初期認為董說《七國考》中確是徵引桓譚《新論》的原文，其後又認為有董說偽造的可能。廖宗麟認為《法經》的指導思想「王者之政，莫急於盜賊」，不合戰國時代各諸侯國對「富國強兵」的要求。而在李悝的個人從政經歷來說，未見其在法律上有所作為。再者，當時無論是儒、法、道家也好都沒有編纂過專門的法律著作，認為這不合李悝先後時代政治家的所為。
認為李悝著有《法經》的學者有中國學者李力、張警、段俊杰等。李力認為假如桓譚《新論》中確有記述《法經》的內容的話，應該在《隋書·經籍志》、《唐律疏議》中有所反映，不應該隻字不提，認為董說《七國志》中徵引《新論》的內容確為偽造。但他認為，漢代時期《法經》已經佚失，只是魏明帝後至《晉書·刑法志》的作者發現了間接的材料，認為《七國志》引《新論》文雖偽，但李悝確著有《法經》。
張警認為，漢代文獻中不見有《法經》記述的原因是因為漢代史學家不好談論秦律，因此也不會討論秦律祖本的《法經》，因此在他們的作品中不見有《法經》的記載。而且桓譚的《新論》在明代尚有完書，董說很有可能確實看見其書。而且董說本身的有一定的人物操守，不太可能對作偽書。
夏陽認為《法經》雖是真實，但不是李悝所著，認為應該是於商鞅死後至秦始皇統一六國之前由某秦國人所撰。